# Algirdas Julien Greimas
Algirdas Julien Greimas (Tula, 9 marzo 1917 – Parigi, 27 febbraio 1992) è stato un linguista e semiologo lituano che contribuì alla teoria semiotica fondando la semiotica strutturale.

## Biografia e studi
Nato Algirdas Julius Greimas a Tula, in Russia, da genitori lituani, Greimas studiò legge a Kaunas, in Lituania, e Lettere in Francia, a Grenoble (1936-1939). Dimostrò un profondo interesse per il Medioevo e si dedicò a studi di dialettologia franco-provenzale. Condusse un'inchiesta nella regione Rodano-Alpi alla ricerca di un substrato ligure pre-gallico.
Nel 1939 tornò in Lituania per espletare gli obblighi del servizio militare. Nel 1940 il suo paese venne invaso dall'URSS, nel 1941 tornò sotto l'orbita della Germania. Quando nel 1944 la Lituania venne annessa all'Unione Sovietica, Greimas ripartì per la Francia, questa volta definitivamente.

Nel 1948 completò il dottorato di ricerca all'Università della Sorbona a Parigi con una tesi in lettere sul vocabolario della moda. Il lavoro fu ispirato dall'analisi lessicologica sincronica (o statica) di Georges Matoré, con il quale Greimas pubblicò due articoli.
Nel 1951 ottenne la cittadinanza francese: fu allora che decise di modificare il suo secondo nome, Julius, in Julien.
Cominciò quindi la sua carriera accademica. Dopo uno stage di ricerca al CNR francese, nel 1949 Greimas venne inviato come lettore all'Università di Alessandria d'Egitto, per insegnare storia della lingua francese. Qui conobbe il critico letterario Roland Barthes di cui divenne un buon amico. Sotto la sua influenza abbandonò progressivamente gli studi di lessicologia per concentrarsi sulla semantica.
Ispirato dagli studi di Georges Dumézil, Claude Lévi-Strauss e Maurice Merleau-Ponty, Greimas pubblicò nel 1956 un saggio in cui postulò, sulla base della lezione di Ferdinand de Saussure, un mondo strutturato e comprensibile nei significati condivisi. Il suo obiettivo diventò l'elaborazione di una metodologia unificante delle scienze sociali.
Nel 1958 gli venne assegnata la cattedra di lingua e grammatica francese all'Università di Ankara, capitale della Turchia. A partire dal 1960 cominciò ad insegnare anche ad Istanbul e fondò, con alcuni colleghi, la "Società per lo studio della lingua francese" (Société d'étude de la langue française). Due anni dopo ritornò in Francia, dove ottenne una cattedra in linguistica all'Università di Poitiers.
Nel 1963-64 insegna per la prima volta semantica strutturale al "Centro di linguistica quantitativa" di Parigi, nell'Istituto Poincaré. L'anno seguente viene eletto direttore degli studi presso la Scuola di alta formazione in Scienze sociali di Parigi. Nel 1966 Greimas fonda con Roland Barthes e altri studiosi la rivista "Linguaggi" (Langages). Scopo del progetto è indagare "l'insieme dei sistemi di significazione, dal momento che si presentano come strutture relazionali gerarchizzate" (dalla Presentazione).
Nello stesso anno il noto linguista russo Roman Jakobson fonda l'Associazione internazionale di studi semiotici. Greimas è nominato segretario generale.
La sua attività è instancabile: presso la Scuola di alta formazione di Parigi fonda il "Gruppo di ricerca semio-linguistica" (GRSL), con la partecipazione di Barthes e l'appoggio di Claude Lévi-Strauss del Collège de France. Tra i membri fondatori vi sono il critico cinematografico Christian Metz, il teorico della letteratura Gérard Genette, la filosofa e psicanalista Julia Kristeva ed il semiologo bulgaro Cvetan Todorov.
Nello stesso anno, il 1966, pubblicò "Semantica strutturale", l'opera che conferma la sua statura internazionale e che viene tradotta in italiano, spagnolo, tedesco, portoghese, danese, finlandese ed inglese. È considerato il testo fondatore di quella che sarà conosciuta come la "Scuola semiotica di Parigi".
Nel 1968 pubblica con François Rastier l'articolo «The interaction of semiotic constraints» ("Il gioco dei vincoli semiotici") in cui compare il primo quadrato semiotico, con il nome di "modello costitutivo". Per spiegare il concetto di investimento semantico, Greimas si poggia sul sistema delle relazioni sessuali.
Nel 1970 Greimas viene nominato capo di una struttura creata in Italia: il Centro Internazionale di Semiotica e di Linguistica a Urbino. È un anno importante anche dal punto di vista editoriale: esce "Del Senso". Nell'Introduzione, l'autore afferma che:
E aggiunge:
Nel 1971 partecipa al primo Congresso Internazionale di Etnologia Europea, dove propone delle "Riflessioni sugli oggetti etno-semiotici". Nel 1976 Greimas applica la semiotica formale ad un breve racconto di Guy de Maupassant: "Due amici". Rimane l'analisi più approfondita che Greimas abbia fatto di un'opera letteraria e un esempio mai più eguagliato di rigore metodologico. Nel 1977 nascono, sotto forma di documenti di lavoro, gli "Atti semiotici". Diventeranno rapidamente il bollettino ufficiale del Gruppo di ricerca semio-linguistica. Nel 1978 appare il suo primo articolo sulla Semiotica delle passioni, un tema che negli anni successivi attirerà sempre più il suo interesse.
Il 1979 è l'anno della pubblicazione, con Joseph Courtès, del famoso "Dizionario di Semiotica" (nome completo in bibliografia). L'opera raccoglie la definizione di tutte le parole chiave della semiotica greimasiana e rimane a tutt'oggi il punto di riferimento per tutti gli studiosi di semiotica strutturale, non avendo Greimas mai scritto un trattato.
Nel 1983 Greimas pubblica "Del Senso II", una raccolta di saggi. I nuovi interessi di Greimas sono la modalità e la semiotica delle passioni, temi su cui continuerà a scrivere fino al 1991, anno in cui pubblica la sua ultima fatica, "Semiotica delle passioni" (con Jacques Fontanille).

## Pubblicazioni
- La semantica strutturale: ricerca di metodo (ed. or. 1966), tr. Italo Sordi, Rizzoli, Milano 1968; poi Meltemi, Roma 2000 ISBN 88-8353-037-3
- Modelli semiologici, a cura di Paolo Fabbri e Giuseppe Paioni, Argalia, Urbino 1967
- Dictionnaire de l'ancien français jusqu'au milieu du XIVe siècle, Larousse, Paris 1969
- Del Senso (ed. or. 1970), tr. Stefano Agosti, Bompiani, Milano 1974 ISBN 88-452-4947-6 ISBN 88-452-2502-X
- Maupassant. La semiotica del testo: esercizi pratici (ed. or. 1975), a cura di Gianfranco Marrone, postfazione di Paul Ricœur, Centro scientifico editore, Torino 1995 ISBN 88-7640-263-2
- Semiotica e scienze sociali (ed. or. 1976), a cura di Dario Corno, postfazione di Paolo Fabbri e Paul Perron, Centro scientifico editore, Torino 1995 ISBN 88-7640-152-0
- Semiotica: dizionario ragionato della teoria del linguaggio (ed. or. 1979, con Joseph Courtés), a cura di Paolo Fabbri, con la collaborazione di Angelo Fabbri, Renato Giovannoli e Isabella Pezzini, La casa Usher, Firenze, 1986; poi Bruno Mondadori, Milano 2007
- Del senso 2: narrativa, modalità, passioni (ed. or. 1983), tr. Patrizia Magli e Maria Pia Pozzato, Bompiani, Milano 1985 ISBN 88-452-1156-8
- Des Dieux et des hommes: études de mythologie lithuanienne, PUF, Paris 1985
- Dell'imperfezione (ed. or. 1987), tr. Gianfranco Marrone, introduzione di Paolo Fabbri, Sellerio, 1988 ISBN 88-389-1993-3
- Semiotica delle passioni: dagli stati di cose agli stati d'animo (ed. or. 1991, con Jacques Fontanille), Bompiani, Milano 1996
- Dictionnaire du moyen français (con Teresa Mary Keane), Larousse, Paris 1992
- Miti e figure, a cura di Francesco Marsciani, Progetto Leonardo, Bologna 1995
- Tra semiotica ed ermeneutica (con Paul Ricœur), a cura di Francesco Marsciani, Meltemi, Roma 2000 ISBN 88-8353-038-1